# Sloan Wilson
Sloan Wilson, född 8 maj 1920 i Norwalk, Connecticut, USA, död 25 maj 2003 i Colonial Beach, Virginia, var en amerikansk författare.

## Biografi
Wilson tog examen vid Harvard University 1942. Han tjänstgjorde under andra världskriget som en officer i USA:s kustbevakning med befäl över en marintrålare för patrullering vid Grönland och ett arméförsörjningsfartyg i Stilla havet.
Wilson led av alkoholism hela sitt liv, och Alzheimers sjukdom mot slutet. Förutom genom romaner och tidningsartiklar, försörjde han sig under sina senare år genom att skriva beställningsverk som biografier och seglarhistoria. 

## Författarskap
Efter kriget arbetade Wilson som reporter för Time-Life. Hans första bok, Voyage to Someware, gavs ut 1947 och baserades på hans krigstida upplevelser.Han har också publicerat artiklar i The New Yorker och arbetat som professor vid State University of New Yorks University of Buffalo.
Wilson publicerade 15 böcker, såsom bästsäljare The Man in the Grey Flanell Suit (1955) och A Summer Place (1958), vilka båda gjorts till långfilmer. En senare roman,  A Sense of Values, där huvudpersonen Nathan Bond är en desillusionerad tecknare inblandad i äktenskapsbrott och alkoholism, togs emellertid inte väl emot. I Georgie Winthrop börjar en 45-årig vice-vd vid ett college ett förhållande med den 17-åriga dottern till sin barndomskärlek. Romanen The Ice Brothers är löst baserad på Wilsons upplevelser på Grönland då han tjänstgjorde vid US Coast Guard. Memoarboken What Shall We Wear to This Party? påminner också om hans erfarenheter i kustbevakningen under andra världskriget och ändringarna i hans liv efter att bestsellern Gray Flanell publicerades.
Wilson var en förespråkare till att integrera finansiering och förbättring av offentliga skolor. Han blev biträdande chef för National Citizens Commission for Public Schools samt biträdande chef för 1955-56 White House Conference on Education.

## Utgivning på svenska
- Mannen i den grå kostymen (1944, översatt 1956),
- Sommarön (1958, översatt 1959),
- Djupare värden (1961, öveersatt 1962).